# María Abella
María Abella (28 de septiembre de 1866 - 5 de agosto de 1926) fue una maestra, periodista, escritora y feminista uruguaya. Con un importante papel en la lucha por los derechos de la mujer en su país y en la República Argentina durante los primeros años del siglo XX.

## Biografía
María Abella nació en San José, Uruguay, en 1866.
Vivió la mayor parte de su vida en Argentina, donde se graduó de maestra en la Escuela Normal de Señoritas de la ciudad de La Plata en 1894.
Comenzó su labor periodística en 1900 en el periódico El Día de esa ciudad bajo el seudónimo de Virginia.
En 1902 fundó la revista Nosotras, «publicación feminista que levantaba un programa bastante avanzado para la época» y que publicó hasta 1904.
Escribían allí dirigentes socialistas locales como Camila Burgos Mayer y mujeres anarquistas como Virginia Bolten. Desde sus páginas apoyó las luchas que mantenían los liberales de la cercana Ensenada con el clero local que intentaba avanzar sobre la escuela pública, promovió la fundación de una casa de expósitos en La Plata y la creación de escuelas nocturnas para obreras, presionó para mantener la escuela de oficios de la ciudad y difundió las actividades culturales y educativas platenses.
Abella era también columnista habitual defendiendo el derecho de la mujer no sólo a la grande, importante y hermosa misión de madre sino a tener un poco de libertad, un poco de verdadero amor y (aunque sea muy prosaico) un poco de dinero para recompensar sus sacrificios.
Desde Nosotras cuestionó en ocasiones el programa socialista con respecto al trabajo femenino por considerar que su posición proteccionista y reglamentarista, por ejemplo al establecer licencias específicas por maternidad, terminaría dificultando el acceso y permanencia de la mujer en el mercado laboral.
En 1903 apoyó la creación de un centro feminista y en 1905 organizó una Liga Feminista Nacional de la República Argentina, filial de la Alianza Internacional para el Sufragio de la Mujer con sede en Berlín.
En 1908 publicó En pos de la justicia haciéndose eco de las inquietudes del movimiento feminista de la época y participó en el Congreso Internacional de librepensadores que tuvo lugar en la ciudad de Buenos Aires, donde presentó un "Plan mínimo de reivindicaciones femeninas" enunciando las que consideraba reformas indispensables para asegurar la igualdad entre géneros: igualdad de educación, de empleos y salarios, posibilidad de administrar los bienes propios para la mujer casada, garantía de los bienes gananciales, divorcio, supresión de las cárceles del Buen Pastor e igualdad de derechos políticos.
En 1908 se fundó la Liga Nacional del Librepensamiento y María Abella se convirtió en una de sus principales promotoras en La Plata, junto a Ángel Maffei, Ignacio Hermann, Rafael Zapata, Agustín Álvarez y el socialista Enrique Del Valle Iberlucea.
En 1909 fundó en concurso con Julieta Lanteri la Liga Nacional de Mujeres Librepensadoras y en 1910 la revista La Nueva Mujer, vocero de la Liga Feminista Nacional, y la Sección Argentina de la Federación Femenina Panamericana.
En 1911 impulsó la creación de la "Sección Uruguaya" de esa organización en el Ateneo de Montevideo.
En 1915 sostuvo «una áspera polémica con el obispo de la ciudad referente a los derechos de la mujer» y fundó junto al profesor Ricardo Calatroni la Asociación Liberal Agustín Álvarez.
Se casó en primeras nupcias con Leonardo Jardí y tras enviudar contrajo matrimonio con el escribano uruguayo Antonino Ramírez. Falleció en 5 de agosto de 1926.